# Ricardo Antonio Tobón Restrepo
Ricardo Antonio Tobón Restrepo (Ituango, 8 de maio de 1951) - sacerdote católico colombiano, arcebispo de Medellín desde 2010.
Em 21 de novembro de 1975, foi ordenado sacerdote e incardinado em Santa Rosa de Osos. Durante nove anos trabalhou como pároco na diocese e em 1985 foi a Roma para fazer doutorado em filosofia. Depois de receber o título em 1989, voltou à diocese e tornou-se professor no seminário, e três anos depois começou a trabalhar no núncio colombiano.
Em 25 de abril de 2003, João Paulo II o nomeou bispo da diocese de Sonsón-Rionegro. Foi ordenado bispo em 14 de junho de 2003 pelo então núncio apostólico na Colômbia - Dom Beniamino Stella.
Em 16 de fevereiro de 2010, Bento XVI o nomeou Arcebispo de Medellín. Posse foi realizada em 8 de maio de 2010.
Em 2017, foi eleito vice-presidente da Conferência Episcopal Colombiana.